# مسجد البظنا
مسجد البظنا أو جامع البظنا هو مسجد في دمشق، سوريا. يقع خارج أسوار مدينة دمشق القديمة في منطقة الصالحية (دمشق)، حي أبو جرش. وكلمة البظنا هو الاسم الصحيح لهذا الجامع .

## تاريخ المسجد
يعتبر المسجد من المساجد التاريخية القديمة في مدينة دمشق. وقد تم بناؤه سنة 1170 هـ (الموافق لـ1756 م).

## الموقع
يقع المسجد في حي الصالحية في منطقة الشيخ محي الدين ابن عربي، زقاق الشيخ يوسف في دمشق. حيث يطل على شارع سوق الجمعة من الجنوب وكذلك على زقاق الشيخ يوسف من الغرب وقريب من جامع الشيخ عبد الغني النابلسي إلى الشمال الغربي منه.

## الأوصاف
يعتبر مسجد البظنا من المساجد الصغيرة نسبياً، لكنه في الوقت ذاته يعتبر من المساجد التاريخية القديمة في مدينة دمشق.وقد ذكرت بعض المصادر التاريخية أنه بني في العهد الأيوبي، وجدد في العهد العثماني، ولكن هذه المعلومة غير مؤكدة.
يحتوي المسجد على مصلّى شتوي، قائم على ثلاث قناطر، وله محراب حجري صغير، وإلى جانبه أربع كوى، وفي داخله ضريح الشيخ محمد بظنا.
يقع باب المسجد في زاويته الغربية الشمالية وهو منخفض عن مستوى الأرض و ينزل إليه بدرجتين من الرخام الحديث.أما الواجهة الغربية للجامع فهي واجهة حجرية جديدة من الحجارة البيضاء المصقولة بما فيها النوافذ الحديثة التركيب وقد تم تركيب حواجز حديدية عليها حفاظاً على أثاث الجامع و ليعطيها مسحة جمالية تزيينة لها. و يستطيع الواقف أمام هذه الواجهة مشاهدة جامع الشيخ عبد الغني النابلسي منها.

وقد وضعت لوحة رخامية على هذه الواجهة تدل أنها قد خضعت لعمليات الترميم و التجديد و التوسعة ما نصها:
"بسم الله الرحمن الرحيم، جامع البظنا، تمت بعون الله التوسعة والترميم لهذا المسجد على نفقة المرحوم الشاب مجد نبيل طعمة 1415هـ - 2004م، الفاتحة على روحه".